# Phyllotis magister
Phyllotis magister är en däggdjursart som beskrevs av Thomas 1912. Phyllotis magister ingår i släktet storörade möss och familjen hamsterartade gnagare. IUCN kategoriserar arten globalt som livskraftig. Inga underarter finns listade i Catalogue of Life.
Denna gnagare förekommer i Anderna i Peru och norra Chile. Den lever i regioner som ligger 2000 till 3800 meter över havet. Arten vistas i buskskogar, i gräsmarker, i klippiga områden med gest fördelad växtlighet, i bergsskogar och i odlade områden.
Denna gnagare blir 108 till 145 mm lång (huvud och bål), har i genomsnitt en 158 mm lång svans och väger 50 till 90 g. Bakfötternas längd är cirka 32 mm och öronen är ungefär 29 mm stora. Den ganska styva pälsen på ovansidan har en ockra färg med svarta hårspetsar. Vid huvudet och axlarna är pälsen ofta ljusare och undersidans päls är vitaktig. Även svansen är uppdelad i en svartbrun ovansida och en vit undersida. Arten har en diploid kromosomuppsättning med 38 kromosomer (2n=38).
Individerna vistas på marken och de är allätare. I Peru föredrar de däremot örter. Honor föder två eller tre ungar per kull.